# Transgression (mathématiques)
Pour les articles homonymes, voir Transgression (homonymie).
La transgression, en mathématiques, est un outil de la théorie de l'homologie, permettant de transférer les classes de cohomologie d’un espace à un autre même en l’absence de morphisme entre eux. Elle intervient, par exemple, dans la suite exacte de restriction-inflation en cohomologie des groupes et dans l'intégration le long des fibres d’un espace fibré. Elle apparaît aussi naturellement dans l’étude de la suite spectrale d'un groupe différentiel à filtration croissante.

## Suite exacte de restriction-inflation
La transgression apparait dans l'étude de la suite exacte de restriction-inflation, qui est une suite exacte en cohomologie des groupes. 
Soit G un groupe, N un sous-groupe normal, et A un groupe abélien sur lequel G opère ; c'est-à-dire qu’il existe un morphisme de G dans le groupe des automorphismes de A. Le groupe quotient G/N agit alors sur AN = { a ∈ A | ga = a pour tout g ∈ N}. La suite exacte de restriction-inflation est : 
0 → H 1(G/N, AN) → H 1(G, A) → H 1(N, A)G/N → H 2(G/N, AN) → H 2(G, A).
La transgression est l'application H 1(N, A)G/N → H 2(G/N, AN).
La transgression n'est définie pour un n donné supérieur à 1 :
Hn(N, A)G/N → Hn+1(G/N, AN)
que si Hi(N, A)G/N = 0 pour i ≤ n – 1.